# Кенасса в Днепре
Кенасса в Днепре — культовое сооружение караимов, располагавшееся в Днепре (бывшем Екатеринославе) по ул. Железной (ныне Европейской), 4.

## История
По данным на 1859 год, караимский молитвенный дом в Екатеринославе находился в наёмном каменном здании, а обязанности газзана исполнял Яков Авраамович Фиркович. Официальное утверждение кенассы последовало в соответствии с предписанием Екатеринославского губернского правления от 15 апреля 1887 года за № 22. К приходу кенассы относились караимы, проживающие в Екатеринославе, станицах Каменской и Урюпинской. Строительство каменного здания кенассы в мавританском стиле началось 8 мая 1887 года на Железной улице на участке, принадлежавшем караимской общине.
С 1882 по 1911 год екатеринославским газзаном служил Самуил Шемарьевич Пигит (1849—1911) — караимский законоучитель, проповедник и писатель, автор сборника проповедей и стихотворений «Иггерет Нидхе Шемуэль».

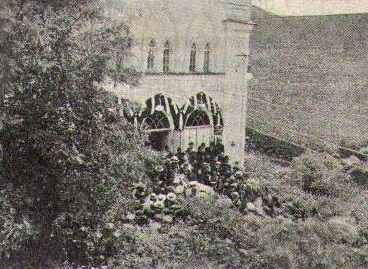
Отпевание газзана С. Ш. Пигита у здания кенассы. 1911 год.

В октябре 1911 года из кенассы были похищены ценные предметы культа: «5 серебряных верхних украшений свитков закона, 18 серебряных лампад, 2 серебряных подсвечника, 1 серебряный канделябр, серебряные графин, бокал и указатель», всего на сумму около одной тысячи рублей. Так как украденные предметы были застрахованы, община получила страховую премию в размере стоимости похищенного.
19 августа (1 сентября) 1917 года кенассу посетил Таврический и Одесский караимский гахам С. М. Шапшал: 
В два часа дня Его Преосвященство, в сопровождении газзана А. Катыка, габбая Эля и встречавших на вокзале лиц, прибыл в Кенасу, поклонился выстроившимся шпалером членам Общины и направился к Алтарю, где его встретил и. об. Настоятеля Общины А. И. Леви приветственным словом и молитвой при участии организованного М. И. Шакаем хора. Гахам совершил молебствие о даровании победы Русскому Воинству и ниспослании благополучия Временному Правительству.
В 1930 году кенасса была закрыта и передана театру рабочей молодёжи (ТРАМ). Впоследствии в здании кенассы размещались различные конторы: в 1936 году — «Радгосппостачання», городской профком «Днепропищеторга», в 1942 году, во время немецкой оккупации, — столовая, в 1951 году — контора и склад «Сортоовощ». К концу 1960-х годов кенасса находилась в стадии сноса. Ныне на её месте находится правое крыло здания Облпотребсоюза.

## Настоятели кенассы
| Имя                     | Годы служения | Комментарии                     |
| ----------------------- | ------------- | ------------------------------- |
| Самуил Шемарьевич Пигит | 1882—1911     | старший газзан                  |
| Арон Иосифович Леви     | 1911—1926     | исполняющий обязанности газзана |